# Пробој (Љубушки)
Пробој је насељено мјесто у Босни и Херцеговини у општини Љубушки које административно припада Федерацији Босне и Херцеговине. Према попису становништва из 1991. у насељу је живјело 769 становника.

## Становништво
| Националност       | 1991.        | 1981.        | 1971.      |
| Хрвати             | 759 (98,69%) | 785 (98,61%) | 808 (100%) |
| Срби               | 1 (0,13%)    | 1 (0,12%)    | 0          |
| Муслимани          | 0            | 0            | 0          |
| Југословени        | 4 (0,52%)    | 2 (0,25%)    | 0          |
| остали и непознато | 5 (0,65%)    | 8 (1,00%)    | 0          |
| Укупно             | 769          | 796          | 808        |